# Reddition de Montauban
Batailles
Guerres de Religion en France
Prélude
- Mérindol (1545)
- Amboise (1560)
- Colloque de Poissy (1561)

Première guerre de Religion (1562-1563)
- Édit de Saint-Germain (1562)
- Massacre de Wassy (1562)
- Toulouse (1562)
- Vergt (1562)
- Rouen (1562)
- Dreux (1562)
- Orléans (1563)
- Paix d'Amboise (1563)

Deuxième guerre de Religion (1567-1568)
- Surprise de Meaux (1567)
- Michelade (1567)
- Saint-Denis (1567)
- Chartres (1568)
- Paix de Longjumeau (1568)

Troisième guerre de Religion (1568-1570)
- Jarnac (1569)
- La Roche-l'Abeille (1569)
- Poitiers (1569)
- Orthez (1569)
- Montcontour (1569)
- Saint-Jean-d'Angély (1569)
- Arnay-le-Duc (1570)
- Rabastens (1570)
- Paix de Saint-Germain-en-Laye (1570)

Quatrième guerre de Religion (1572-1573)
- Saint-Barthélemy (1572)
- Sancerre (1572-1573)
- Sommières (1573)
- La Rochelle (1573)

Cinquième guerre de Religion (1574-1576)
- Dormans (1575)
- Édit de Beaulieu (1576)

Sixième guerre de Religion (1577)
- Paix de Bergerac (1577)
- Édit de Poitiers (1577)

Septième guerre de Religion (1579-1580)
- Traité de Nérac (1579)
- Paix du Fleix (1580)

Huitième guerre de Religion (1585-1598) 
Guerre des Trois Henri

- Traité de Joinville (1584)
- Édit de Nemours (1585)
- Jarrie (1587)
- Coutras (1587)
- Vimory (1587)
- Auneau (1587)
- Journée des Barricades (1588)
- Arques (1589)
- Ivry (1590)
- Paris (1590)
- Journée des Farines (1591)
- Chartes (1591)
- Poncharra (1591)
- Châtillon (1591)
- Rouen (1591-1592)
- Craon (1592)
- Port-Ringeard (1593)
- Fort Crozon (1594)
- Fontaine-Française (1595)
- Doullens (1595)
- Amiens (1597)
- Édit de Nantes (1598)

Rébellions huguenotes (1621-1629)
- Saumur (1621)
- Saint-Jean-d'Angély (1621)
- La Rochelle (1621)
- Montauban (1621)
- Riez (1622)
- Royan (1622)
- Sainte-Foy (1622)
- Nègrepelisse (1622)
- Saint-Antonin (1622)
- Montpellier (1622)
- Saint-Martin-de-Ré (1622)
- Traité de Montpellier (1622)
- Blavet (1625)
- Île de Ré (1625)
- Traité de Paris (1626)
- Saint-Martin-de-Ré (1627)
- La Rochelle (1627-1628)
- Privas (1629)
- Alès (1629)
- Montauban (1629)
- Paix d'Alès (1629)

Révocation de l'édit de Nantes (1685)
La capitulation de Montauban est un évènement des rébellions huguenotes, qui a eu lieu le 21 août 1629, lorsque la ville huguenote de Montauban s'est rendue aux troupes catholiques du roi de France Louis XIII sous la direction du cardinal Richelieu.

## Contexte historique
Le siège de Montauban est à replacer dans le cadre des Rébellions huguenotes qui secouent la France du sud-ouest et du sud de 1621 à 1629. Ayant décidé de rendre le libre exercice du culte catholique à tout le Béarn passé à la Réforme protestante, le roi Louis XIII dut faire face à une série de soulèvements huguenots après l'assemblée huguenote de La Rochelle de 1620 où il fut décidé de résister par la force au pouvoir royal. L'armée protestante était dirigée par le duc de Rohan.
En 1622, Mautauban, qui était considérée comme la forteresse huguenote la plus puissante de France après La Rochelle, avait réussi à résister aux assauts de Louis XIII, lors du siège de Montauban, d’août à novembre 1621.
Après le siège de La Rochelle et la signature de la paix d'Alès, Montauban se trouvait être la dernière place protestante à résister au pouvoir royal. Sans allié et isolée, la ville se rendit le 21 août 1629.

## La fin de la rébellion protestante en France
Cette reddition a constitué le dernier chapitre des rébellions huguenotes, alors que les restes du pouvoir huguenot dans le Sud de la France se sont rendus au roi. Après les sièges de Privas et d’Alès, les villes huguenotes restantes sont rapidement tombées, et Montauban a fini par se rendre sans résistance. C’est l'un des derniers événements de la répression des rébellions huguenotes en France.
La reddition a été suivie de la paix d'Alès du 27 septembre 1629, qui a réglé la révolte en garantissant la pratique de la religion huguenote et la protection judiciaire, mais en exigeant le démantèlement des bastions huguenots ainsi que la suppression des assemblées politiques,.
Peu de temps après la capitulation de Montauban, Richelieu a fait procéder à la destruction de ses fortifications. Le catholicisme a été rétabli à Montauban, et en 1635, un organe directeur, formé moitié de protestants et moitié de catholiques, a été créé, ainsi qu'un administrateur principal représentant le roi. En l'espace de 30 ans, de nombreuses règles discriminatoires ont été établies contre les protestants de Montauban, allant des vêtements aux restrictions religieuses. Les huguenots de Montauban ont finalement été brisés, en 1683, par la répression militaire catholique des dragonnades.